# Telchinia orinata
Telchinia orinata is een vlinder uit de familie van de Nymphalidae. De wetenschappelijke naam van de soort is voor het eerst voorgesteld, als Acraea orinata, door Charles Oberthür in een publicatie uit 1893.
De soort komt voor in de bossen van Kameroen, Gabon, Centraal-Afrikaanse Republiek, Congo-Kinshasa, Ethiopië, Oeganda, Rwanda, Noordwest-Tanzania (Bukoba) en Noordwest-Zambia.